# مدينة الصدر
مدينة الصدر وتعرف أيضا بأسم (مدينةالثورة) هي إحدى مناطق شرق بغداد في العراق تقع في جانب الرصافة، مساحتها 2255 هكتاراً، عدد سكانه 828108 في سنة 1997، وصار عددهم 2204453 في سنة 2012، سُمّيت مدينة الصدر، نسبة إلى المرجع الشيعي محمد محمد صادق الصدر سُمّيت باسمه بعد الغزو الأمريكي عام 2003 عُرِفت عند تأسيسها باسم مدينة الثورة في عهد الرئيس عبد الكريم قاسم، ثم بـحي الرافدين في عهد الرئيس عبد السلام عارف، ثم بـمدينة صدام في عهد الرئيس صدام حسين.

## التاريخ

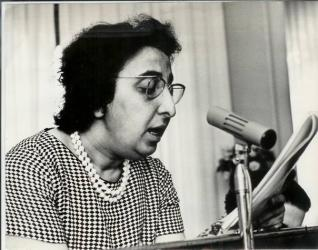
نزيهة الدليمي.

يعود تاريخ تأسيس المدينة إلى عهد عبد الكريم قاسم الذي أنشأها في ستينيات القرن العشرين لتوطين سكان من ريف جنوب العراق في بغداد ومعظم سكانها يرجع أصولهم إلى مدينة العمارة ومدن محافظة ميسان الأخرى في أهوار جنوب العراق، كما أن للسيدة نزيهة الدليمي دور في إنشاء حي الرافدين شرق بغداد والتي سماها الناس بالثورة أو مدينة الثورة في عهد عبد الكريم قاسم، وتسمى حالياً «مدينة الصدر» عندما كانت تشغل منصب وزيرة البلديات.

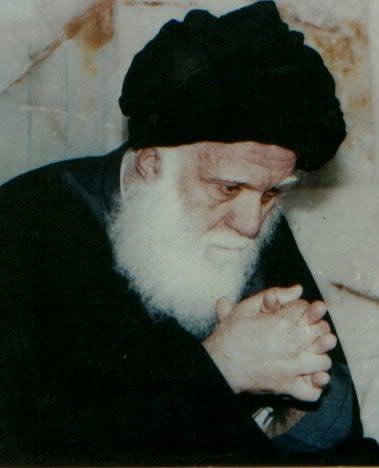
محمد محمد صادق الصدر سميت المدينة باسمه بعد غزو العراق.

كانت أراضي مدينة الصدر تابعة للوزيرية وكان فيها أرض تُسمى مزرعة حكمت سليمان، وكان حي الأورفلي فيها يُسمّى تلول السديرة، وبعد إنشائها كحي سكني سُمّيت عند تأسيسها باسم ”حي الرافدين“. وشاع اسم الثورة لدى الناس وسميت رسميا بذلك في عهد أحمد حسن البكر ثم بعد وصول صدام حسين للحكم في العراق، تغير اسم المدينة إلى ”مدينة صدام“. كما غُير اسم المدينة بعد غزو العراق 2003 إلى ”مدينة الصدر“، وهو الاسم المعتمد اليوم. يشير اسم المدينة إلى المرجع الشيعي محمد محمد صادق الصدر، كانت منطقة الثورة ناحية تابعةً لقضاء الأعظمية حتى سنة 1970 حين أصبحت قضاء.

## أسماء المدينة عبر التاريخ
- 1) منطقة الصرايف في عهد المملكة العراقية
- 2) مدينة الثورة في عهد عبد الكريم قاسم
- 3) حي الرافدين في عهد عبد السلام عارف وعبد الرحمن عارف
- 4) مدينة الثورة في عهد أحمد حسن البكر
- 5) مدينة صدام في عهد صدام حسين
  - في يوم 1 كانون الأول سنة 1999، أُعلنَ عن استحداث تقسيم إداري لمدينة صدام:
  - يلغى قضاء (مدينة صدام) في محافظة بغداد، ويُستحدث ما يلي:
    - قضاء «صدام»، مركزه في المحلة (514) بمدينة بغداد، وترتبط بهذا القضاء ناحية الفداء ومركزها المحلة 534، وناحية بطل التحرير ومركزها المحلة 548.
    - قضاء «القائد صدام»، مركزه في (المحلة 535) بمدينة بغداد، وترتبط به ناحية النخوة ومركزها المحلة 527، وناحية الفارس العربي ومركزها المحلة 565.[7]
- 6) مدينة الصدر ما بعد 2003.[8][9]

### بعد غزو العراق

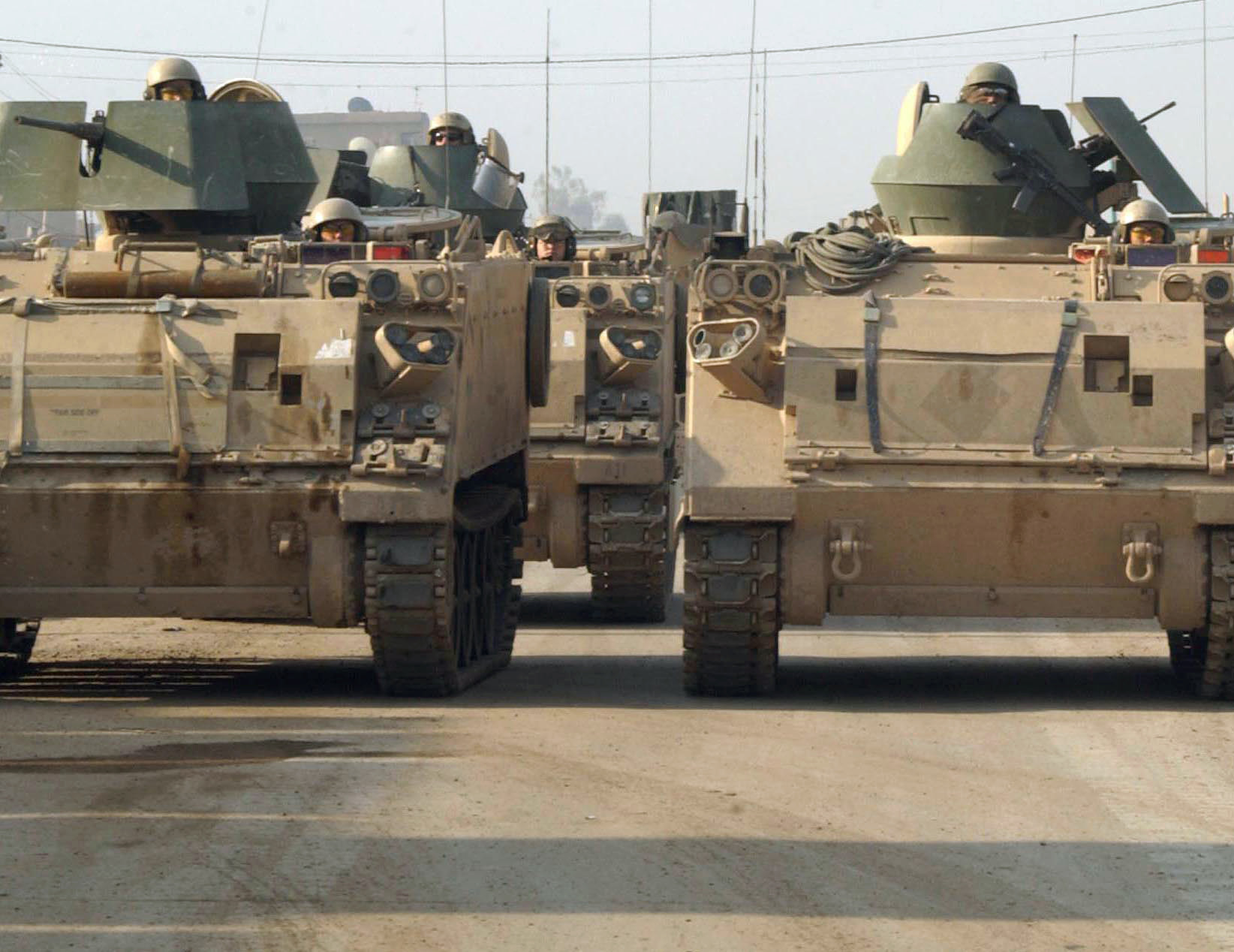
الأحتلال الامريكي لمدينة الصدر عام 2003م

كانت المنطقة شرق بغداد تسمى منطقة الصرايف في العهد الملكي، ثم تغير اسم المنطقة من مدينة الثورة في أول إنشائها إلى مدينة صدام في عقد الثمانينات وبعد غزو العراق تغير اسمها إلى مدينة الصدر وسجل الاسم الجديد في أمانة العاصمة ومعظم دوائر الدولة، فالمنطقة تعتبر حاليا المعقل الرئيسي لأتباع رجل الدين الشيعي مقتدى الصدر وأيضا من أهم مراكز تواجد جيش المهدي، ويبلغ عدد سكان المدينة حسب تعداد موقع محافظة بغداد 995,750 نسمة عام 2009 ومدينة الصدر مكونة من قضائين هما قضاء الصدر الأولى وقضاء الصدر الثانية.

## تقسيمها
كان إسكان المواطنين في هذه المنطقة سعياً لإزالة السكن العشوائي المُسمى «صرائف»، ولم تنقضِ سنة 1965م إلا وقد زالت أكثر الصرائف، وفي يوم 30 أيلول عام 1971، بلغَ عدد القطع الموزعة في منطقة الثورة 63726 قطعة ضمن 79 قطاعاً، في كل قطاع 80 قطعة، ومساحة القطاع الواحد حوالي 25010 متر مربع وتتضمن 79 قطاعا مساحاتها متساوية وتصميمها مختلف في بعض الأجزاء كما في القطاعين 14 و34، ويحوي كل قطاع على مسجد واحد على الأقل. إلا أن قطاعاً آخراً قد تَكَوَّن بعد غزو العراق 2003 سمي بقطاع ”صفر“، فلهذا أصبح عدد قطاعات المدينة ثمانين قطاعاً، ويقع القطاع ”صفر“ بين ”حي الأمانة“ وقطاع ”واحد“.
أعلن أمين بغداد في كانون الأول/ديسمبر 2010 أن مشروع ”10×10“ الخاص بإعادة بناء وإعمار مدينة الصدر سيبنى خارج حدود المدينة دون إزالة أي قطاع من قطاعات المدينة. إن بناء هذا المشروع الذي يضم في مرحلته الأولى إنشاء 82000 وحدة سكنية من قبل إحدى الشركات العالمية التي تم اختيارها بعد دراسة وتحليل العروض الفنية والتجارية على أرض مساحتها 14 كم2 شرق مدينة الصدر تم تحويل استعمالها من خلال اللجنة العليا للتصميم الأساس لمدينة بغداد إلى سكن عمودي سيتم دون إزالة أي قطاع أو محلة سكنية، ويقول المكتب الإعلامي لأمانة بغداد أن هذا المشروع سيكون واحداً من أفضل المشاريع السكنية في المنطقة من حيث التصميم والتنفيذ والخدمات التي يحتويها إذ سيكون سعر بناء المتر الواحد ضمن المشروع الأعلى في المنطقة والعالم كما أنه سيسهم في تطوير مدينة بغداد وتحسين نسيجها الحضري وتوفير سكن عصري لسكان مدينة الصدر.

### التسمية الإدارية
تتكون مدينة الصدر من قضاءين:
- قضاء الصدر 1: وتتبعه ناحيتان: ناحية الفرات وناحية الصديق الأكبر.
- قضاء الصدر 2: وتتبعه ناحيتان: ناحية المنورة وناحية أبناء الرافدين.[14]

## مدينة الثورة أم الصدر؟
«هناك مقترح أكاديمي، قدمته باحثة جامعية برسالة علمية في الجغرافية السكانية، إلى ضرورة إرجاع اسم المدينة إلى اسمها الاصلي الذي أطلقه عليها مؤسسها الزعيم عبد الكريم قاسم وفاءا له»مدينة الثورة«حفاظا على تراثها وتاريخها وحرصا على هويتها من تبدل الأسماء عبر الحقب السياسية المختلفة».

## الأسواق
تحتوي مدينة الصدر على العديد من الأسواق التجارية وأهمها:
- سوق مريدي
- سوق جميلة
- سوق عريبه
- سوق العوره
- سوق الرضوي
- سوق الحي
- سوق الكيارة
- سوق سويري
- سوق الاولى